# Cleantioides poorei
Cleantioides poorei là một loài chân đều trong họ Holognathidae. Loài này được Kwon & Kim miêu tả khoa học năm 1992.